# Josef von Penkler
Josef Freiherr von Penkler (* 10. Februar 1751 in Konstantinopel; † 22. Februar 1830 in Wien) war ein österreichischer Politiker.

## Herkunft
Seine Eltern waren der Diplomaten Heinrich Christoph Freiherr von Penkler und dessen Ehefrau Johanna Elisabeth von Collet (* 30. März 1721; † 6. April 1767), eine Tochter des kaiserlichen Burggrafen der Wiener Neustadt Franz Elias von Collet († 12. Januar 1731). Seine ältere Schwester Therese (1741–1819) war verheiratet mit dem Freiherrn Anton von Doblhoff-Dier. Die jüngere Schwester Elisabeth (* 21. Juni 1753; † 13. März 1840) war mit Franz Josef Freiherr von Münch-Bellinghausen (* 10. November 1735; † 3. Oktober 1802) verheiratet und war die Großmutter des Schriftstellers Elegius Freiherr von Münch-Bellinghausen (Friedrich Halm).

## Leben
Er trat nach dem Besuch der Theresianischen Militärakademie in den Dienst der niederösterreichischen Regierung. Ab 1776 gehörte er dem niederösterreichischen Herrenstand an und kaufte im Jahr 1777 die Herrschaft Mödling-Liechtenstein. 
Er war in verschiedenen Ausschüssen als Mitglied tätig und setzte sich für eine Wiederherstellung einer ständischen Verwaltung, wie sie vor den Reformen Joseph II. herrschte, ein. Als Gutsherr führte er seine Herrschaft nach modernen Richtlinien.
An der Burg Liechtenstein, die nach der Zweiten Türkenbelagerung in sehr schlechten Zustand war, ließ er erste Arbeiten durchführen, für umfangreiche Reparaturen fehlte aber das Geld.
Auf Grund von Spekulationen mit Bergwerken geriet er in Schulden und musste 1793 die Herrschaft Schönau an der Triesting, die von der Familie seiner Frau stammte, sowie schließlich auch 1799 Mödling-Liechtenstein verkaufen.
In den verschiedenen Gremien verblieb er jedoch weiter. So war er an der Reorganisation des Theresianums. An der Wiener Minoritenkirche, die 1782 unter Joseph II. zur italienischen Nationalkirche erklärt wurde, wirkte Penkler als Präfekt. Er war ein guter Freund des später heiliggesprochenen Klemens Maria Hofbauer, den er auch in der katholischen Erneuerungsbewegung unterstützte.
Penkler gilt als der Stifter des Romantikerfriedhofes Maria Enzersdorf, da er sowohl Hofbauer als auch zahlreichen Freunden aus dem Wiener Romantikerkreis Gräber verschaffte. Auch die Kapelle am Friedhof geht auf seine Stiftung zurück. Von 1776 bis 1798 gehörte ihm auch die Herrschaft mit der Burg Liechtenstein.
Penkler heiratete am 12. Juni 1774 die Freiin Josefa von Toussaint († 29. April 1798). Die Ehe blieb kinderlos. Nachdem seine Frau gestorben war, blieb er bis an sein Lebensende verwitwet. Die Familie Plenkler war damit erloschen.